# Биг Сенди (Тексас)
Биг Сенди (енгл. Big Sandy) град је у америчкој савезној држави Тексас. По попису становништва из 2010. у њему је живело 1.343 становника.

## Демографија
Према попису становништва из 2010. у граду је живело 1.343 становника, што је 55 (4,3%) становника више него 2000. године.
| Група             | 2000.         | 2010.         |
| Белци             | 1.050 (81,5%) | 1.068 (79,5%) |
| Афроамериканци    | 166 (12,9%)   | 177 (13,2%)   |
| Азијати           | 15 (1,2%)     | 7 (0,5%)      |
| Хиспаноамериканци | 45 (3,5%)     | 73 (5,4%)     |
| Укупно            | 1.288         | 1.343         |